# 임원항
임원항(臨院港)은 강원특별자치도 삼척시 원덕읍 임원리에 있는 어항이다. 1995년 12월 29일 국가어항으로 지정되었다. 관리청은 해양수산부 동해어업관리단, 시설관리자는 삼척시장이다.

## 어항 연혁
- 조선조에 만년원(여행자의 숙박소)의 소재지라서 임원리라고 하였으며, 임원리에 위치한 임원항은 동해에서 해돋이 전망이 아름다운 포구로 열 손가락 안에 든다.
- 임원항은 원래 시멘트 적출이 주기능이었으나, 1995년 연안항에서 해제되고 1995년 '제1종어항'으로 지정되었고, 2001년 국가어항으로 항종 명칭이 변경되었다.[1]

## 어항 구역
임원항의 어항구역은 다음과 같다.
- 수역: 방파제 동쪽 돌출암에서 정남으로 그은선과 동선상의 동암으로부터 500m 지점에서 90。 서쪽 육지를 향하여 그은 선을 따라 형성된 공유수면[2]
- 육역: 강원특별자치도 삼척시 원덕읍 임원리 124-10 외 18필지(상세내역은 생략)[3]

## 정비 계획
- 2009년 9월 14일 본 항에 대한 어항정비계획이 고시되었다.[4] 정비계획 물량은 다음과 같다.
  - 동방파제 보강 1식, 남방파제 제거 85m, 물양장 정비 232m, 호안 438m, 월류제 60m, 돌제 20m, 도류제 38m, 친수시설 1식, 교량 82m, 준설 49.4천m3

## 주요 어종
임원항의 주요 어종은 오징어, 가자미, 대게, 강성돔 등이다.

## 여행 정보
- 임원항은 원덕지방의 상업항으로 뿐만 아니라 어항으로서도 큰 역할을 하는 항구이다. 남쪽 가까이에 임원해수욕장이 있어 낚시와 해수욕을 동시에 즐길 수 있다. 방파제는 돔 낚시터로 유명해 전국의 낚시꾼의 발길이 이어진다.[5]
- 임원해수욕장은 활어회 외에 오징어, 가오리, 가자미 등을 비롯한 건조해산물을 구입할 수 있으며 과거 금속광산이었던 폐광지를 자연휴양림으로 복원한 가곡 자연휴양림에서는 자연폭포와 인공폭포를 볼 수 있다.